# Suricorps
Suricorps, voluit Stichting Suricorps for Development, is een Surinaamse organisatie die zich richt op ontwikkelingsprogramma's op nationaal en regionaal niveau, in het bijzonder op het gebied van cultuur, gender, gezondheid, milieu en onderwijs.
De organisatie werd in 2014 door het ministerie van Regionale Ontwikkeling opgericht. Daarnaast is er ondersteuning vanuit het ministerie van Buitenlandse Zaken en het VN-Ontwikkelingsprogramma (UNDP). Een belangrijk doel is de mobilisering van vrijwilligers. Hierbij worden ook overheden en organisaties betrokken.
Suricorps werd in 2014 in leven geroepen, nadat duidelijk was geworden dat er een gat en terugval was ontstaan na het vertrek van Amerikaanse Peace Corps het jaar ervoor. Peace Corps is 18 jaar in Suriname actief geweest en hielp bij het opzetten van een groot aantal gemeenschapsprojecten in het binnenland. In die jaren werden drinkwater- en sanitaire voorzieningen aangelegd, landbouwprojecten opgezet, en bewustzijnprogramma's gegeven voor bijvoorbeeld aids/hiv en een gezonde levensstijl.